# Acacia elongata
Acacia elongata — вид квіткових рослин з родини бобових. Ареал: Австралія (Новий Південний Уельс, Вікторія, Столична територія Австралії).

## Середовище проживання
Зазвичай він розташований вздовж водотоків і боліт, росте на піщаних ґрунтах як частина евкаліптових або вересових угруповань.

## Біоморфологічна характеристика
Кущ або невелике дерево зазвичай досягає висоти приблизно від 1 до 7 метрів і має вертикальну та відкриту звичку з волохатими жовто-ребристими кутастими гілочками. Голі, вічнозелені філодії мають вузьколінійну або зрідка лінійно-прямоланцетну форму, зазвичай загнуті й мають довжину від 4 до 17 см і ширину від 1 до 7 мм. Цвіте між липнем і жовтнем, утворюючи суцвіття, які з'являються групами від одного до трьох, а іноді до семи, на осі пазухи довжиною від 1 до 15 мм. Іноді вони з'являються в пазухах філодіїв. Сферичні квіткові голови мають діаметр від 5 до 10 мм і містять від 20 до 40 квіток від лимонно-жовтого до яскраво-жовтого кольору. Стручки плоскі, але підняті над насінням, від 3 до 11.5 см в довжину і від 3 до 5 мм в ширину з рідкісними волосками.

## Використання
Хоча це не широко культивований вид, іноді в садах зустрічаються менші форми. Вони швидко ростуть і зацвітають протягом одного-двох років після насіння. Він здатний рости на різноманітних ґрунтах, якщо вони достатньо вологі, і він може рости як на сонці, так і в плямистій тіні. Чагарник підходить для погано дренованих ділянок, перенесе легкі заморозки і соляні бризки.